# Sosnytsia
Sosnytsia (ukrainien : Сocниця, russe : Сосница) est une commune urbaine de l'oblast de Tchernihiv, en Ukraine. Elle compte 6 708 habitants en 2021.